# Eunidia minor
Eunidia minor är en skalbaggsart som beskrevs av Stefan von Breuning 1954. Eunidia minor ingår i släktet Eunidia och familjen långhorningar. Inga underarter finns listade i Catalogue of Life.